# 湖北駅

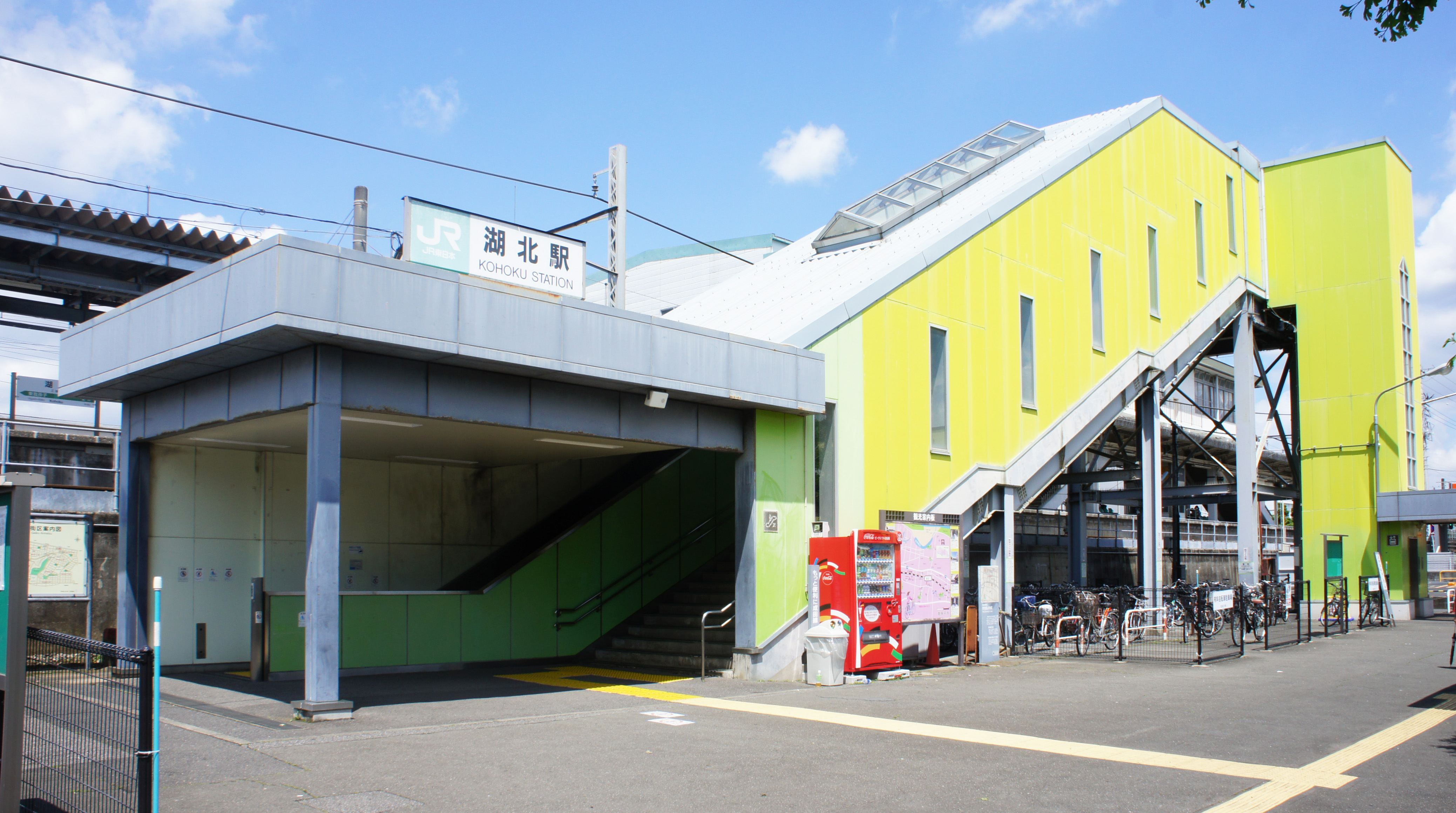
南口（2021年5月）

湖北駅（こほくえき）は、千葉県我孫子市中里にある、東日本旅客鉄道（JR東日本）成田線（我孫子支線）の駅である。

## 歴史
- 1901年（明治34年）4月1日：成田鉄道（初代）成田 - 我孫子間全通時に開設（旅客・貨物取扱）[1][3]。
- 1920年（大正9年）9月1日：成田鉄道が買収され、鉄道省の駅となる[1][3]。
- 1962年（昭和37年）11月1日：貨物取扱廃止[3]。
- 1970年（昭和45年）12月：駅舎改築。
- 1973年（昭和48年）10月1日：当駅を含む、成田線我孫子 - 成田間電化完成。
- 1987年（昭和62年）4月1日：国鉄分割民営化に伴い、東日本旅客鉄道（JR東日本）の駅となる[1][3]。
- 1995年（平成7年）7月25日：自動改札機を設置し、供用を開始[4]。
- 2001年（平成13年）
  - 4月1日：南口のエレベーターおよびエスカレーターの供用を開始[5]。
  - 11月18日：ICカード「Suica」の利用が可能となる[広報 1]。
- 2007年（平成19年）11月19日：駅ホーム内にエレベーターを設置する。
- 2008年（平成20年）4月：北口のエレベーターおよびエスカレーターの供用を開始[6]。
- 2024年（令和6年）
  - 3月11日：みどりの窓口の営業を終了[7]。
  - 3月12日：指定席券売機を導入[7]。

### 駅名の由来
当駅の近隣に「湖」を正式名称とする湖沼は存在しないが、手賀沼の北に位置していることからとされる。

## 駅構造
島式ホーム1面2線を有する地上駅。橋上駅舎を備える。線路は我孫子方ではかなり手前から分岐しており、そこからさらに成田方面行側から側線が分岐している。ホームから見ると上り線奥に側線が2本設置されている。
成田統括センターの直営駅で、管理駅として東我孫子駅 - 小林駅間の各駅を管理している。ただし、お客さまサポートコールシステムが導入されており、早朝・深夜の一部時間帯は遠隔対応のため改札係員は不在となる。また、駅舎内には、多機能券売機・指定席券売機・自動改札機が設置されている。

### のりば
| 番線 | 路線                   | 方向 | 行先                               |
| ---- | ---------------------- | ---- | ---------------------------------- |
| 1    | ■ 成田線（我孫子支線） | 下り | 成田・千葉・佐原方面               |
| 2    | ■ 成田線（我孫子支線） | 上り | 我孫子・上野・東京・品川・水戸方面 |

（出典：JR東日本:駅構内図）
- 信号設備上、1・2番線共に両方面からの到着及び出発が可能。
- 何らかの理由で一部運休になった場合に列車が当駅折返しになることがある。
- ホーム新木寄りにはかつての行商組合が所有していたと思われる「籠載せ台」があり、行商の荷物置き台に利用されている[8]。
- かつて1番線外側にはホームの無い待避線（0番線）があり成田空港建設資材輸送の貨物列車が待避に使用していた。また、貨物を取扱っていたため、上り（2番線）出発信号機が電車からは見えにくく、中継信号機が設置されている。

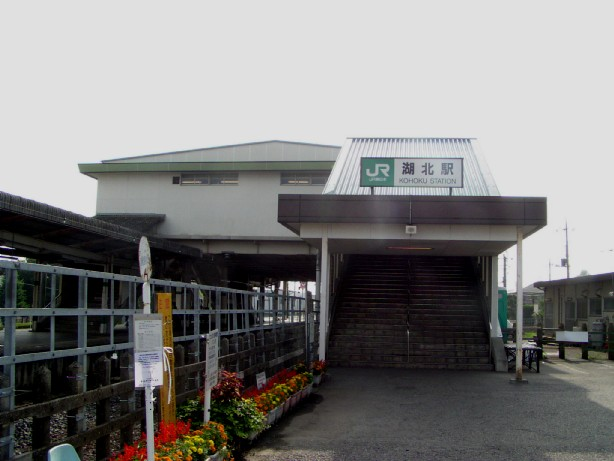
エレベーター設置前の北口（2005年7月）
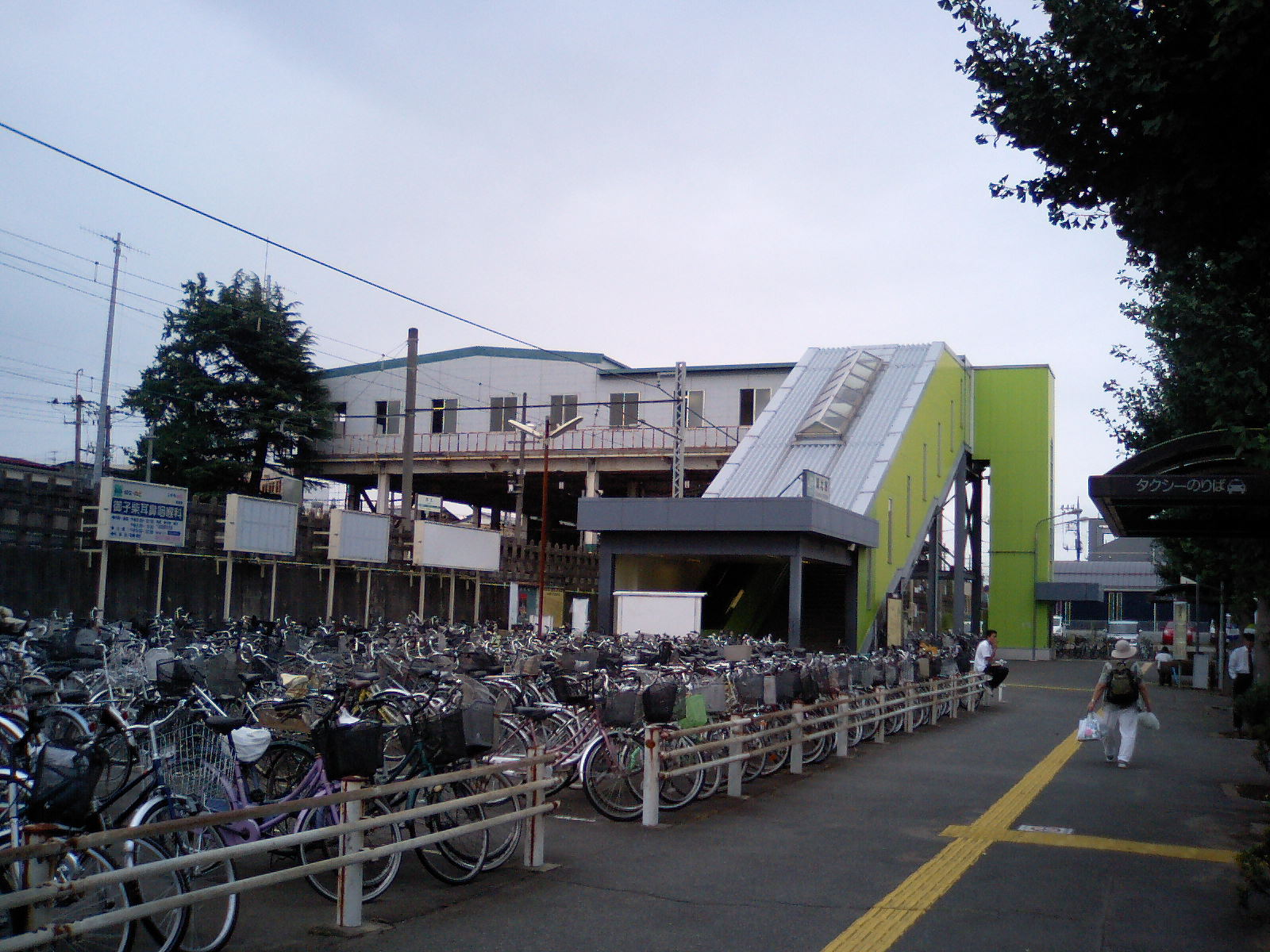
整備前の南口（2007年8月）
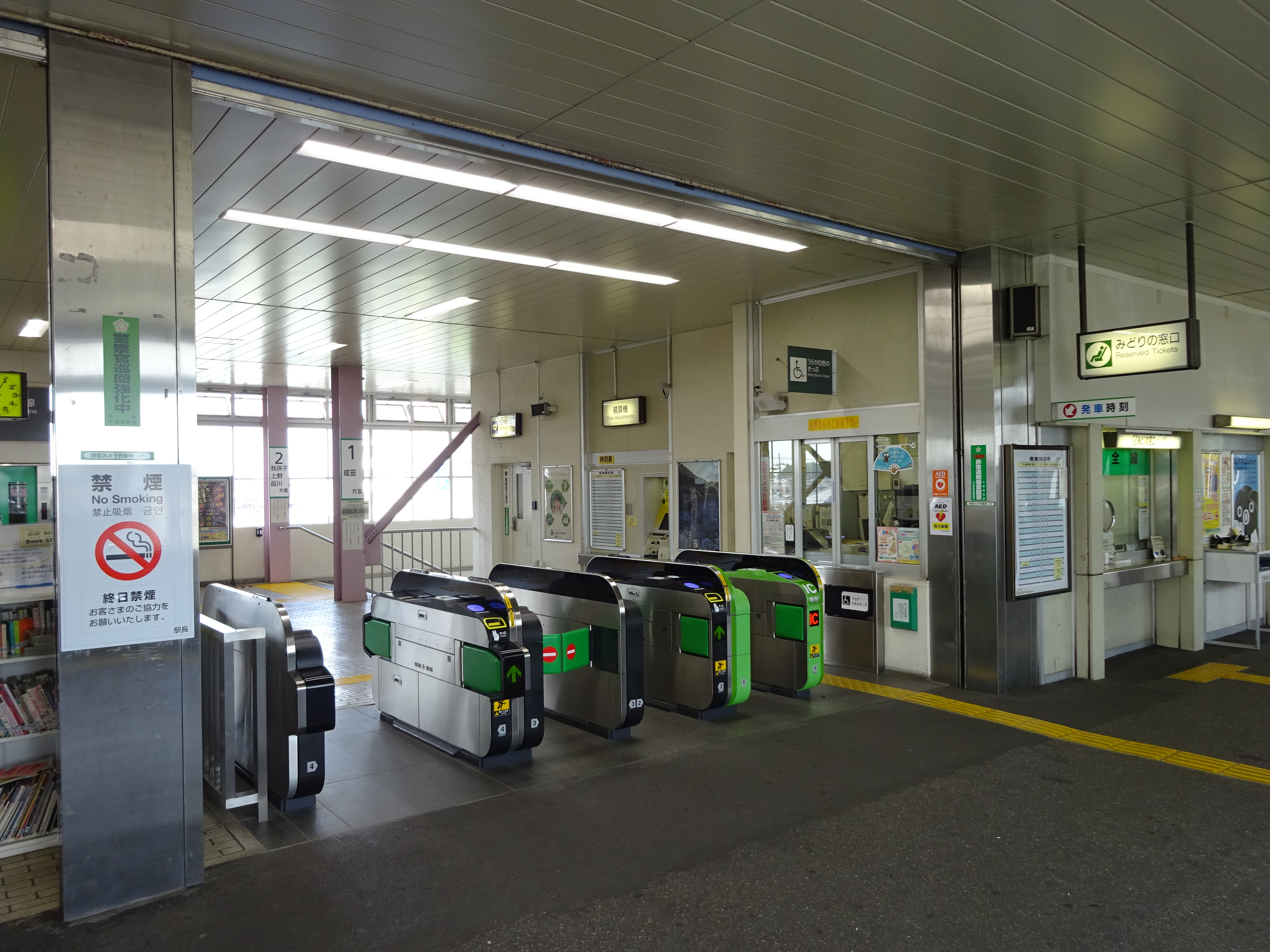
改札口（2018年7月）
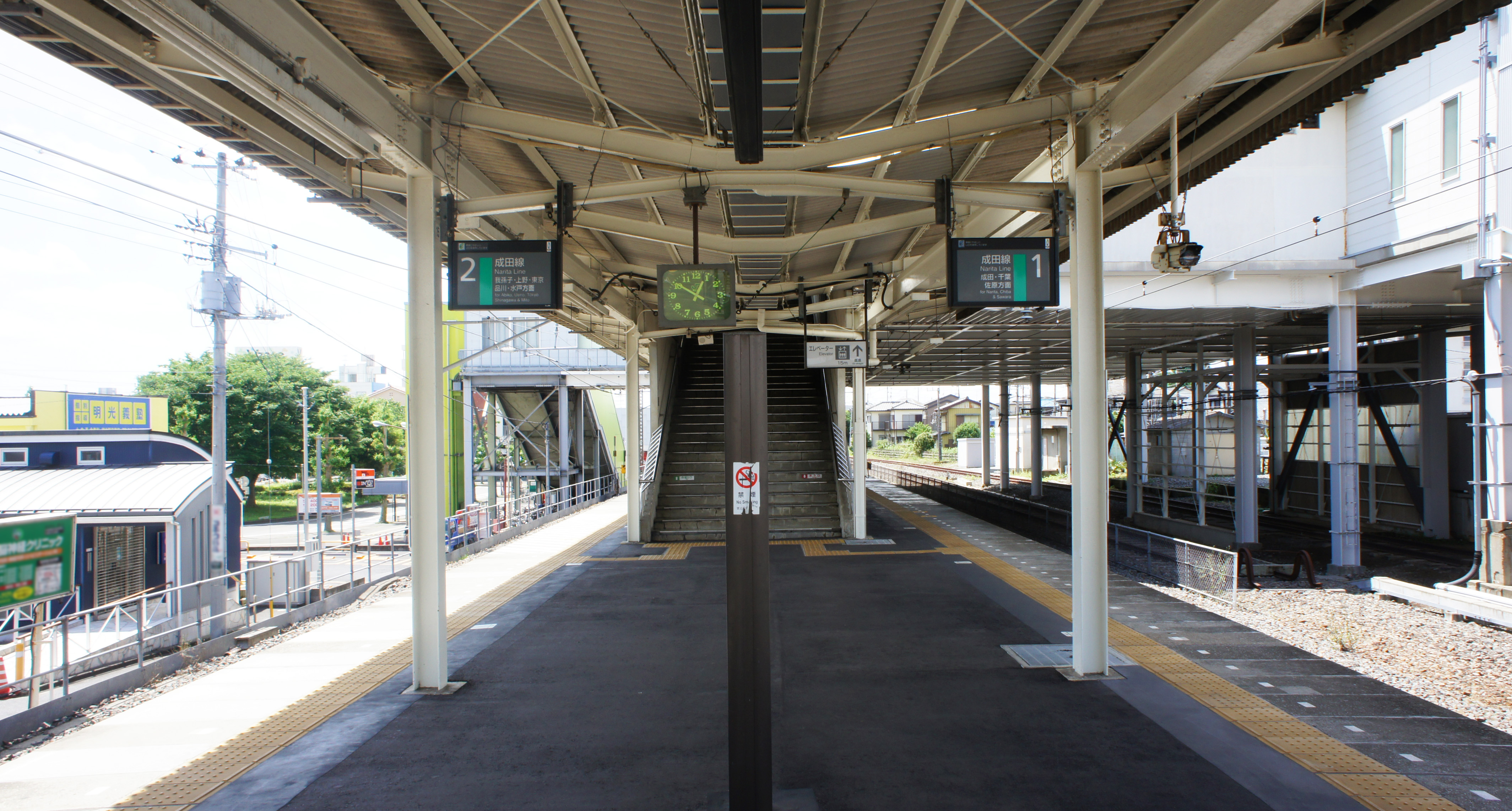
ホーム（2021年5月）

## 利用状況
2023年（令和5年）度の1日平均乗車人員は3,682人である。
JR東日本及び千葉県統計年鑑によると、近年の1日平均乗車人員の推移は以下の通り。
| 年度               | 1日平均 乗車人員 | 出典     |
| ------------------ | ---------------- | -------- |
| 1990年（平成02年） | 6,545            | [ * 1 ]  |
| 1991年（平成03年） | 6,670            | [ * 2 ]  |
| 1992年（平成04年） | 6,604            | [ * 3 ]  |
| 1993年（平成05年） | 6,529            | [ * 4 ]  |
| 1994年（平成06年） | 6,305            | [ * 5 ]  |
| 1995年（平成07年） | 6,194            | [ * 6 ]  |
| 1996年（平成08年） | 5,997            | [ * 7 ]  |
| 1997年（平成09年） | 5,725            | [ * 8 ]  |
| 1998年（平成10年） | 5,498            | [ * 9 ]  |
| 1999年（平成11年） | 5,340            | [ * 10 ] |
| 2000年（平成12年） | 5,139            | [ * 11 ] |
| 2001年（平成13年） | 4,983            | [ * 12 ] |
| 2002年（平成14年） | 4,793            | [ * 13 ] |
| 2003年（平成15年） | 4,729            | [ * 14 ] |
| 2004年（平成16年） | 4,666            | [ * 15 ] |
| 2005年（平成17年） | 4,620            | [ * 16 ] |
| 2006年（平成18年） | 4,567            | [ * 17 ] |
| 2007年（平成19年） | 4,527            | [ * 18 ] |
| 2008年（平成20年） | 4,483            | [ * 19 ] |
| 2009年（平成21年） | 4,356            | [ * 20 ] |
| 2010年（平成22年） | 4,184            | [ * 21 ] |
| 2011年（平成23年） | 3,923            | [ * 22 ] |
| 2012年（平成24年） | 4,007            | [ * 23 ] |
| 2013年（平成25年） | 4,058            | [ * 24 ] |
| 2014年（平成26年） | 4,039            | [ * 25 ] |
| 2015年（平成27年） | 4,090            | [ * 26 ] |
| 2016年（平成28年） | 4,128            | [ * 27 ] |
| 2017年（平成29年） | 4,108            | [ * 28 ] |
| 2018年（平成30年） | 4,116            | [ * 29 ] |
| 2019年（令和元年） | 3,987            | [ * 30 ] |
| 2020年（令和02年） | 3,128            |          |
| 2021年（令和03年） | 3,309            |          |
| 2022年（令和04年） | 3,543            |          |
| 2023年（令和05年） | 3,682            |          |

## 駅周辺
北側は中峠（なかびょう）地区の住宅地、南側はUR都市機構湖北台団地を含む新興住宅地であり商業施設も多い。北側では駅前ロータリーの建設が進んでいる。また、利根川右岸（南側）にありながら茨城県取手市に属する小堀（おおほり）地区は当駅北口から約2キロの距離にあり、徒歩約30分ほどでアクセスできる。小堀地区と取手市中心部の間には、利根川を渡る小堀の渡しが古くから運航されているほか、小堀循環バスも運行されている。
- 国道356号
- 千葉県道196号湖北停車場線
- 我孫子市役所 湖北台行政サービスセンター・湖北行政サービスセンター
- 我孫子警察署 湖北台交番
- 我孫子市民図書館 湖北台分館
- 我孫子湖北台郵便局
- 湖北郵便局
- 我孫子市立湖北台中学校
- 我孫子市立湖北中学校
- 我孫子市立湖北台西小学校
- 我孫子市立湖北台東小学校
- 我孫子市立湖北小学校
- 千葉県立湖北特別支援学校
- フードマーケットカスミ 湖北店
- マスダ 湖北店
- ビッグ・エー 我孫子湖北台店
- 手賀沼フィッシングセンター
- 曙橋（手賀沼）
- 我孫子高校野球場
- みやま食品柏工場

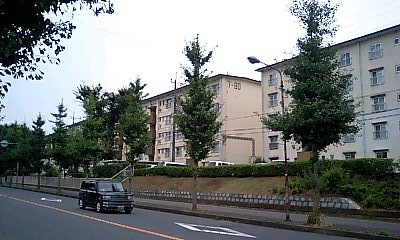
湖北台団地（2007年8月）
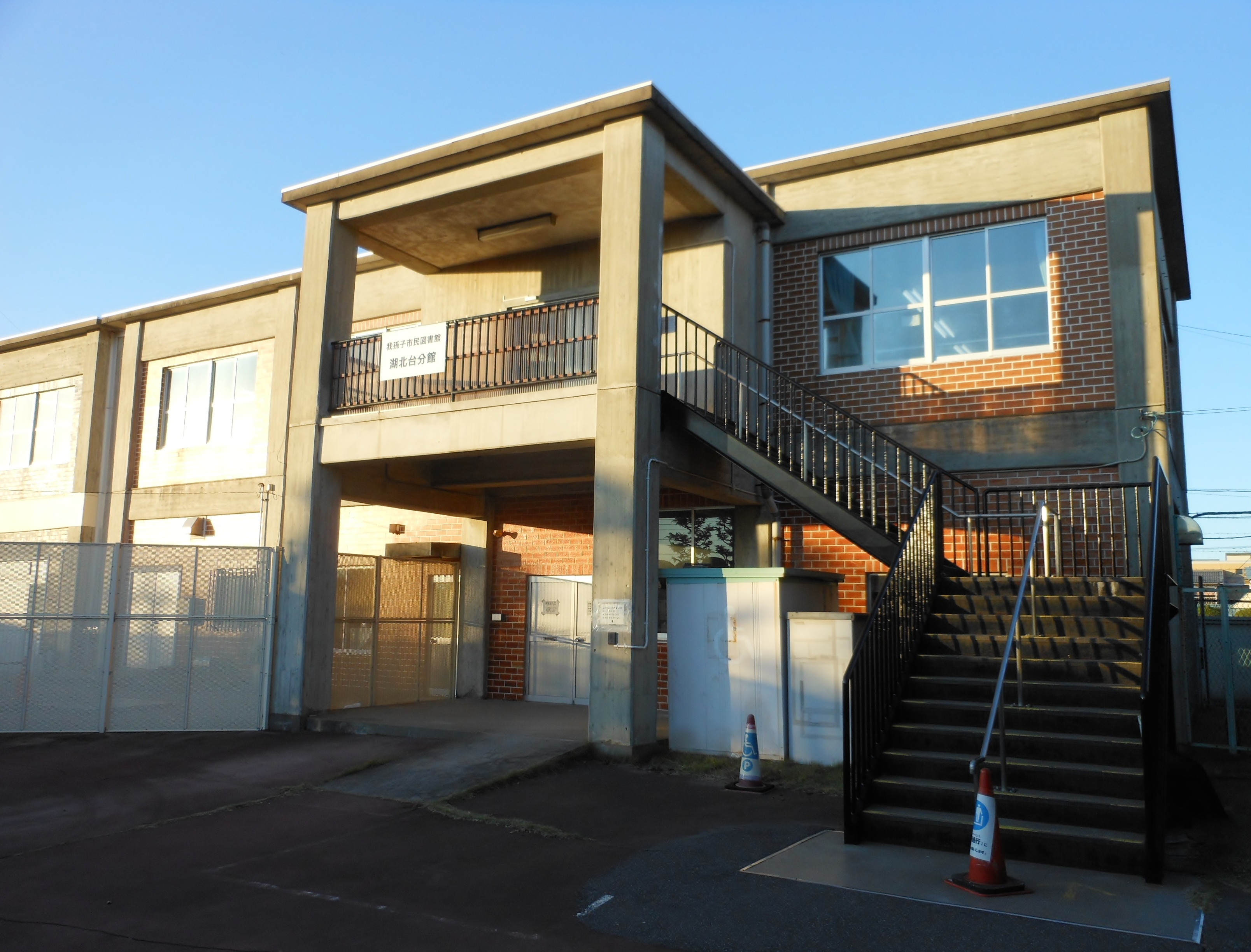
我孫子市民図書館湖北台分館
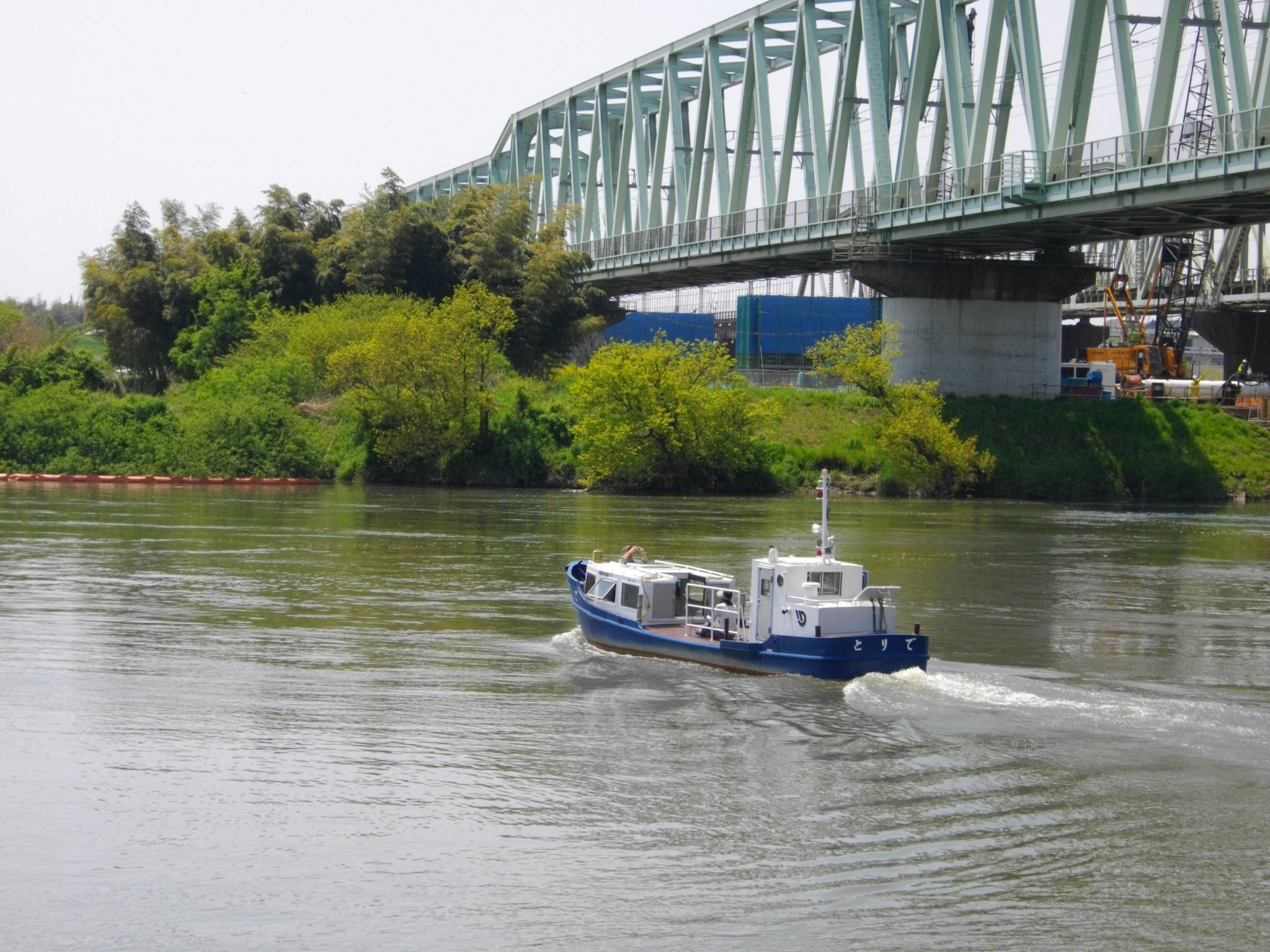
古くから利根川両岸を結ぶ小堀の渡し（駅北側）

## バス路線
阪東自動車の路線バスが発着する。
湖北駅南口
- 15・16：東我孫子車庫行
- 17・18：天王台駅南口行
- 20・21：我孫子駅行

湖北駅北口
- 布73：布佐駅南口行 / 天王台駅北口行

## 隣の駅
東日本旅客鉄道（JR東日本）
■成田線（我孫子支線）
東我孫子駅 - 湖北駅 - 新木駅

#### 広報資料・プレスリリースなど一次資料
1. ↑  “Suicaご利用可能エリアマップ（2001年11月18日当初）” (PDF).   東日本旅客鉄道. 2019年7月27日時点のオリジナルよりアーカイブ。2020年4月24日閲覧。

#### 利用状況
1. ↑  千葉県統計年鑑 - 千葉県
2. ↑  我孫子市の統計 - 我孫子市

JR東日本の2000年度以降の乗車人員
1. 1 2 3  各駅の乗車人員（2023年度） - JR東日本
2. ↑  各駅の乗車人員（2000年度） - JR東日本
3. ↑  各駅の乗車人員（2001年度） - JR東日本
4. ↑  各駅の乗車人員（2002年度） - JR東日本
5. ↑  各駅の乗車人員（2003年度） - JR東日本
6. ↑  各駅の乗車人員（2004年度） - JR東日本
7. ↑  各駅の乗車人員（2005年度） - JR東日本
8. ↑  各駅の乗車人員（2006年度） - JR東日本
9. ↑  各駅の乗車人員（2007年度） - JR東日本
10. ↑  各駅の乗車人員（2008年度） - JR東日本
11. ↑  各駅の乗車人員（2009年度） - JR東日本
12. ↑  各駅の乗車人員（2010年度） - JR東日本
13. ↑  各駅の乗車人員（2011年度） - JR東日本
14. ↑  各駅の乗車人員（2012年度） - JR東日本
15. ↑  各駅の乗車人員（2013年度） - JR東日本
16. ↑  各駅の乗車人員（2014年度） - JR東日本
17. ↑  各駅の乗車人員（2015年度） - JR東日本
18. ↑  各駅の乗車人員（2016年度） - JR東日本
19. ↑  各駅の乗車人員（2017年度） - JR東日本
20. ↑  各駅の乗車人員（2018年度） - JR東日本
21. ↑  各駅の乗車人員（2019年度） - JR東日本
22. ↑  各駅の乗車人員（2020年度） - JR東日本
23. ↑  各駅の乗車人員（2021年度） - JR東日本
24. ↑  各駅の乗車人員（2022年度） - JR東日本

千葉県統計年鑑
1. ↑  千葉県統計年鑑（平成3年）
2. ↑  千葉県統計年鑑（平成4年）
3. ↑  千葉県統計年鑑（平成5年）
4. ↑  千葉県統計年鑑（平成6年）
5. ↑  千葉県統計年鑑（平成7年）
6. ↑  千葉県統計年鑑（平成8年）
7. ↑  千葉県統計年鑑（平成9年）
8. ↑  千葉県統計年鑑（平成10年）
9. ↑  千葉県統計年鑑（平成11年）
10. ↑  千葉県統計年鑑（平成12年）
11. ↑  千葉県統計年鑑（平成13年）
12. ↑  千葉県統計年鑑（平成14年）
13. ↑  千葉県統計年鑑（平成15年）
14. ↑  千葉県統計年鑑（平成16年）
15. ↑  千葉県統計年鑑（平成17年）
16. ↑  千葉県統計年鑑（平成18年）
17. ↑  千葉県統計年鑑（平成19年）
18. ↑  千葉県統計年鑑（平成20年）
19. ↑  千葉県統計年鑑（平成21年）
20. ↑  千葉県統計年鑑（平成22年）
21. ↑  千葉県統計年鑑（平成23年）
22. ↑  千葉県統計年鑑（平成24年）
23. ↑  千葉県統計年鑑（平成25年）
24. ↑  千葉県統計年鑑（平成26年）
25. ↑  千葉県統計年鑑（平成27年）
26. ↑  千葉県統計年鑑（平成28年）
27. ↑  千葉県統計年鑑（平成29年）
28. ↑  千葉県統計年鑑（平成30年）
29. ↑  千葉県統計年鑑（令和元年）
30. ↑  千葉県統計年鑑（令和2年）